# Freek Heerkens
Freek Heerkens (Heeswijk-Dinther, 13 settembre 1989) è un ex calciatore olandese, di ruolo difensore.

## Palmarès

### Club

#### Competizioni nazionali
- Eerste Divisie: 2

Willem II: 2013-2014, 2023-2024